# Lee-Steve Jackson
Lee-Steve Jackson (ur. 20 kwietnia 1980 w Stockton-on-Tees) – brytyjski biathlonista, uczestnik Zimowych Igrzysk Olimpijskich w Vancouver i siedmiokrotny uczestnik mistrzostw świata w biatlonie, gdzie najlepszym zajętym jego miejscem była 20 lokata w sztafecie podczas mistrzostw świata w Hochfilzen. Służy w brytyjskiej armii ma stopień kaprala. Lee zadebiutował w biathlonie na Mistrzostwach Europy w Kontiolahti, gdzie razem ze sztafetą zajął 12 lokatę.

## Igrzyska Olimpijskie
| Miejsce | Dzień     | Rok  | Miejscowość           | Konkurencja               | Strzelanie | Czas biegu  | Strata      | Zwycięzca           |
| ------- | --------- | ---- | --------------------- | ------------------------- | ---------- | ----------- | ----------- | ------------------- |
| 55.     | 14 lutego | 2010 | Whistler Olympic Park | 10 km – sprint            | 1+1        | 27:18,1 min | +3:10.3 min | Vincent Jay         |
| 56.     | 16 lutego | 2010 | Whistler Olympic Park | 12,5 km – bieg pościgowy  | 0+1+3+0    | 39:54,7 min | +6:16,3 min | Björn Ferry         |
| 66.     | 18 lutego | 2010 | Whistler Olympic Park | 20 km – bieg indywidualny | 1+2+1+0    | 55:37,5 min | 7:15,0 min  | Emil Hegle Svendsen |

## Mistrzostwa Świata
| Miejsce | Dzień     | Rok  | Miejscowość     | Konkurencja         | Strzelanie | Czas biegu     | Strata       | Zwycięzca            |
| ------- | --------- | ---- | --------------- | ------------------- | ---------- | -------------- | ------------ | -------------------- |
| 102.    | 8 lutego  | 2004 | Oberhof         | bieg indywidualny   | 7          | 1:06:59,0 min  | +15:21,1 min | Ricco Groß           |
| DNF.    | 13 lutego | 2004 | Oberhof         | sztafeta 4 × 7,5 km | 3+6        | 0:00:00,0 min  | +0:00,0 min  | Niemcy               |
| 68.     | 5 marca   | 2005 | Hochfilzen      | sprint              | 1          | 27:24,2 min    | +2:46,7 s    | Ole Einar Bjørndalen |
| 99.     | 9 marca   | 2005 | Hochfilzen      | bieg indywidualny   | 10         | 1:17:58,0 min  | +17:33,5 min | Roman Dostál         |
| 20.     | 12 marca  | 2005 | Hochfilzen      | sztafeta 4 × 7,5 km | 3+16       | 1:32:55,3 min  | +10:56.1 min | Norwegia             |
| 75.     | 3 lutego  | 2007 | Anterselva      | sprint              | 1          | 30:25,9 min    | +4:07,1 s    | Ole Einar Bjørndalen |
| 75.     | 6 lutego  | 2007 | Anterselva      | bieg indywidualny   | 2          | 1:05:56,8 min  | +9:42,2 min  | Raphaël Poirée       |
| 21.     | 10 lutego | 2007 | Anterselva      | sztafeta 4 × 7,5 km | 4+18       | 1:29:55,9 min  | +15:19,8 min | Rosja                |
| 79.     | 9 lutego  | 2008 | Östersund       | sprint              | 2          | 25:45,0 min    | +3:19,6 min  | Maksim Czudow        |
| 94.     | 14 lutego | 2008 | Östersund       | bieg indywidualny   | 8          | 1:04:08,0 min  | +12:16,1 min | Emil Hegle Svendsen  |
| 23.     | 16 lutego | 2008 | Östersund       | sztafeta 4 × 7,5 km | 3+12       | 1:35:14,3 min  | +14:13,6 min | Rosja                |
| DNF.    | 14 lutego | 2009 | Pjongczang      | sprint              | 0          | 00:00,0 min    | +0:00,0 min  | Ole Einar Bjørndalen |
| 25.     | 22 lutego | 2009 | Pjongczang      | sztafeta 4 × 7,5 km | 8+16       | 1:20:08,0 min  | +12:03,9 min | Norwegia             |
| 48.     | 5 marca   | 2011 | Chanty-Mansyjsk | sprint              | 2          | 26:58,5 min    | +2:24,5 min  | Arnd Peiffer         |
| 47.     | 6 marca   | 2011 | Chanty-Mansyjsk | bieg pościgowy      | 3          | 37:44,8 min    | +4:42,2 min  | Martin Fourcade      |
| 47.     | 8 marca   | 2011 | Chanty-Mansyjsk | bieg indywidualny   | 3          | 53:31,9 min    | +5:02,0 s    | Tarjei Bø            |
| LPD.    | 11 marca  | 2011 | Chanty-Mansyjsk | sztafeta 4 × 7,5 km | 0+8        | 0:00:00,00 min | +0:00,0 min  | Norwegia             |
| 88.     | 3 marca   | 2012 | Ruhpolding      | sprint              | 3          | 28:21.8 min    | +4:03.2 min  | Martin Fourcade      |
| 109.    | 6 marca   | 2012 | Ruhpolding      | bieg indywidualny   | 8          | 58:11.5 min    | +11:23.3 min | Jakov Fak            |
| LPD.    | 9 marca   | 2012 | Ruhpolding      | sztafeta 4 × 7,5 km | 3+14       | 0:00:00,00 min | +0:00,0 min  | Norwegia             |